# Janomamské jazyky
Janomamské jazyky, nebo také Janomáman, Jamomámi, Janomamana, Šamatari a Širišanské jazyky jsou jazykovou rodinou, kterou mluví přibližně 20 tisíc obyvatel Janomamského původu v horách povodí řeky Orionko na pomezí Brazílie a Venezuely. Jazyky jsou vlastní izolovanou rodinou, ale uvažuje se o příbuzenství s Karibskými a Čibčskými jazyky, díky dřívějšímu osídlení Janomanů v okolí těchto jazykových rodin.

## Rozdělení

### Ferreirovo rozdělení z roku 2019
Ferreira, Machado a Senra v roce 2019 rozdělili Janomamské jazyky do dvou skupin s celkem šesti jazykami.
1. Skupina Ninam-Janomam-Jaroamë

- Subskupina Ninam
  - Ninam (také Janami, Janami-Ninami) - 900 mluvčích v Brazílii a Venezuele
- Subskupina Janomam-Jaroamë
  - Janomám (také Waiká) - kolem šesti tisíc mluvčí ve Venezuele
  - Janomamö (také Janomame, Janomami) - 20 tisíc mluvčí v Brazíli
  - Jaroamë (také Jawari) - 400 mluvčích v Brazíli
  - Jãnoma - 178 mluvčích v Brazíli

2. Skupina Sanumá
- Sanumá (také Tsanuma, Sanima) - přes 5 tisíc mluvčích ve Venezuele

Sanumá je od skupiny Ninam-Janomam-Jaroamë lexikálně odlišná.

### Jolkelskyho rozdělení z roku 2016
Vnitřní klasifikace podle Jolkelskyho z roku 2016.
Janomami
- Sanumá - jazyk brán jako vlastní skupina
- Janam - jazyk brán jako vlastní skupina
- Centrální Janonamská skupina
  - Jaroamë
  - Janomam
  - Janomamï

## Rozšíření
Jazyky jsou rozšířeny v Parimských horách mezi Brazílií a Venezuelou. Jazyky mluví okolo 20 tisíc lidí.

## Fráze
Čestmír Loukotka uvádí následující základní slovní zásobu janomamských jazykových variant:
|        | Širianá     | Sanemá      | Janomám |
| ------ | ----------- | ----------- | ------- |
| jeden  | kauitxamhét |             |         |
| dva    | tasíma      |             |         |
| tři    | tasimaimhét |             |         |
| hlava  | bel-éhe     | pi-hé       |         |
| ucho   | beli-yaméke | pi-xinkawán |         |
| zub    | beli-uáke   | pi-nakuán   |         |
| muž    | horóme      | wandzyé     | ũálõ    |
| voda   | mãepe       | maduú       |         |
| kámen  | mamáke      |             |         |
| Maniok | nazygóke    |             |         |
| Jaguár | déhe        | poʔlé       |         |